# 北越高等学校
北越高等学校（ほくえつこうとうがっこう）は、新潟県新潟市中央区にある私立高等学校である。

## 沿革
（一部中略）
- 1936年 - 実業家・和田喜一郎らによって北越商業學校として設立される
- 1942年 - 設立者を創立者・和田喜一郎から財団法人和田徳伝会に名義変更
- 1944年 - 中等学校令により北越工業學校に変更
- 1946年 - 北越工業学校廃止、北越商業学校に復帰
- 1948年 - 学制改革により北越商業高等学校設置
- 1949年 - 財団法人和田徳伝会をはなれ財団法人北越商業高等学校設立
- 1951年
  - 私立学校法により財団法人北越商業高等学校から学校法人北越商業高等学校へ組織変更
  - バスケットボール部が全国高等学校バスケットボール選手権大会で優勝。
- 1984年 - 普通科を新設、学校法人北越高等学校発足
- 1994年 - 商業科を改組し、情報会計科・国際経済科を新設
- 2001年 - 商業系を情報経済科の1学科に統合
- 2003年 - 普通科に普通・特進・スポーツの3コース制を導入
- 2005年 - 情報経済科募集停止
- 2015年8月 - 全教室に電子黒板を設置する。
- 2016年度 - 学科内コースを「総合進学」と「Int特進」に2コース転換する。

## 学科
- 全日制課程[1]
  - 普通科
    - International 特進コース[2]
    - 総合進学コース[3]
      - 進学クラス
      - 進学選抜クラス
      - アスリートクラス

## クラブ活動
（最新の情報は公式HPを参照）
体育部
- 野球部
- 陸上競技部
- 剣道部
- 山岳部
- 新体操部
- 柔道部
- 弓道部
- 卓球部（男・女）

- バドミントン部（男・女）
- レスリング部
- ラグビー部
- サッカー部
- バスケットボール部（男・女）
- バレーボール部（男・女）
- ソフトテニス部（男・女）

文化部
- 珠算部
- 美術部
- 書道部
- 華道部
- 軽音楽部
- 吹奏楽部
- 自然科学部
- ワープロ部

- 写真部
- 茶道部
- 家庭部
- 放送部
- 囲碁将棋部

同好会
- 軽音楽
- 箏曲
- 囲碁・将棋
- 文芸
- パソコン
- 英語

## 交通・アクセス方法
- 新潟交通「北越高校前」バス停（最寄り）
- JR東日本（上越新幹線・信越本線）新潟駅より徒歩約15分

## 著名な出身者
- 大野和成（サッカー 湘南ベルマーレ選手）
- 古川利行（元：中日ドラゴンズ投手）
- 小山恵生（ラグビー 神戸製鋼コベルコスティーラーズ選手）
- 高見劉薫則（大相撲 東関部屋）
- 有田光希（サッカー 鹿児島ユナイテッドFC選手）
- 櫻井勝仁（バドミントン 大阪トリッキーパンダース選手）
- 山本浩司（お笑い芸人、タイムマシーン3号メンバー）- サッカー部に所属
- 早川直樹（ラグビー ヤマハ発動機ジュビロ選手）
- 八藤後裕太（ラグビー NTTコミュニケーションズシャイニングアークス選手）
- 落合知之（ラグビー 神戸製鋼コベルコスティーラーズ選手）
- 井越慎介（ラグビー 日野レッドドルフィンズ選手）
- 本間菫子（ラグビー 日本経済大学ラグビー部AMATERUS一期生）- 在学中は男子ラグビー部に所属
- 小林心（サッカー 高知ユナイテッドSC選手）

## 死亡事故
- 2018年12月5日 - 総合進学コース（進学クラス）の海外研修旅行先[5] のオーストラリア連邦ケアンズ沖のグリーン島で、シュノーケリング体験中の2年男子生徒が溺死して死亡する事故が発生した[6][7][8][9][10]。